# Herz Jesu (Turbenthal)

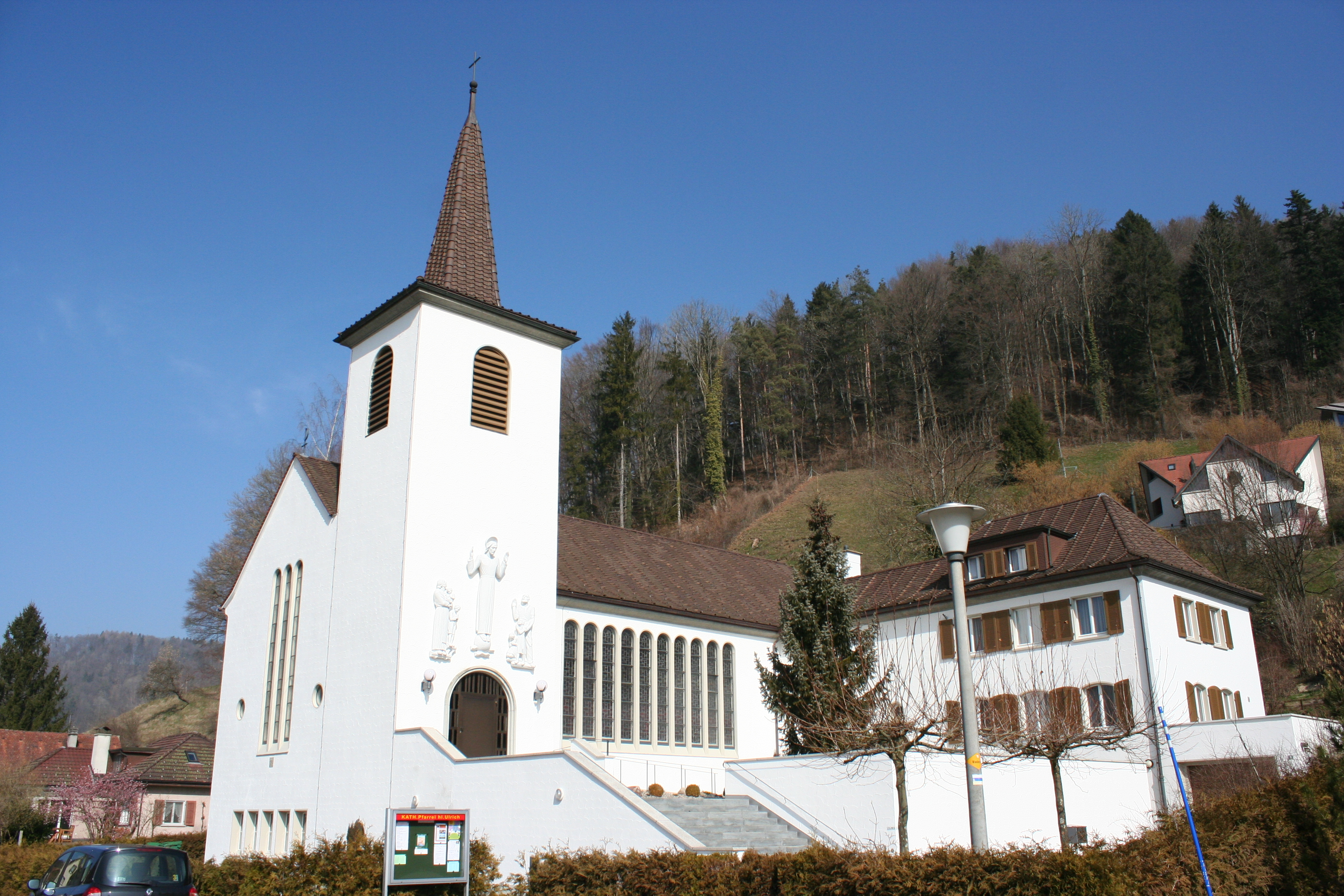
Kirche Herz Jesu Turbenthal

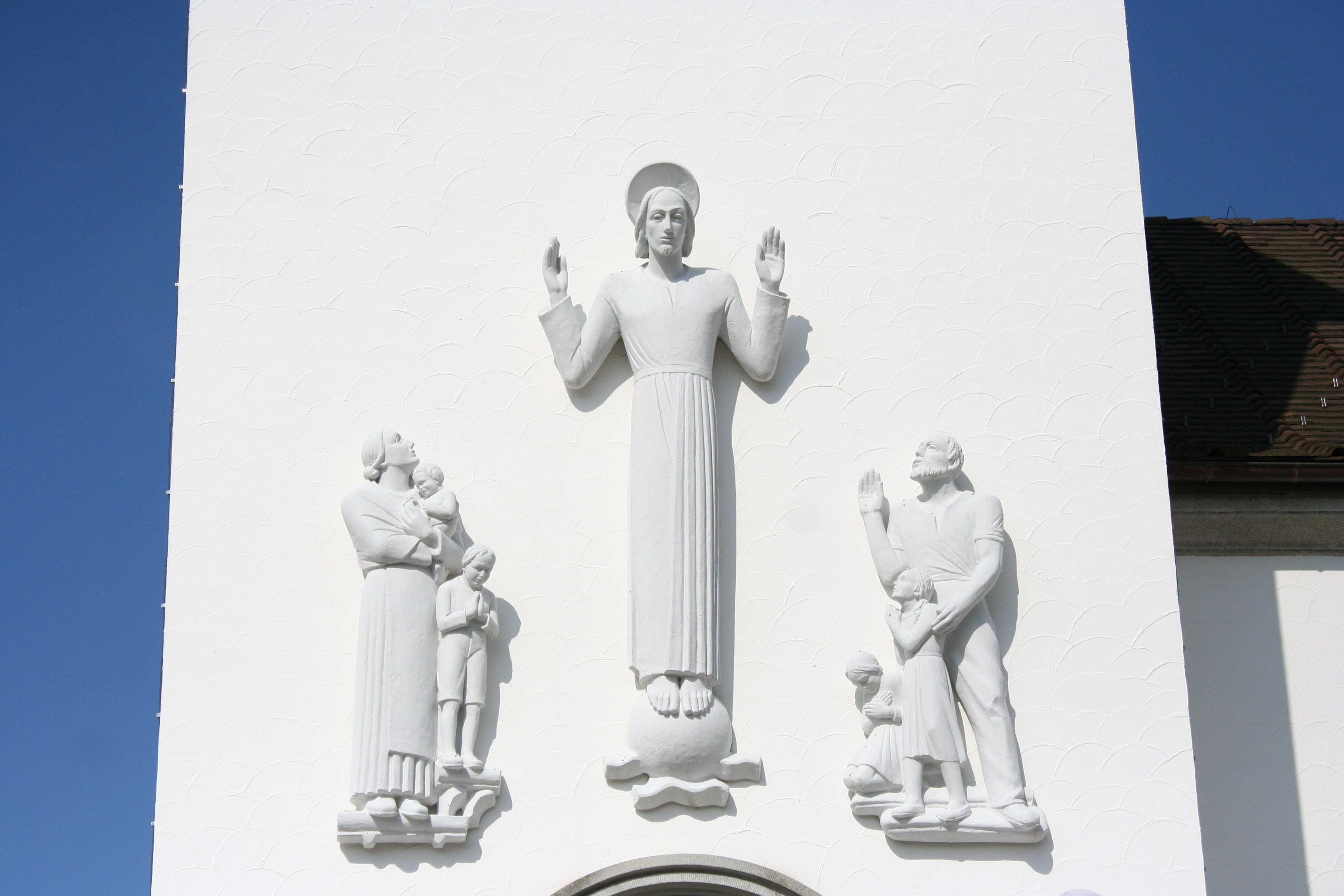
Christusrelief von Emil Sutor

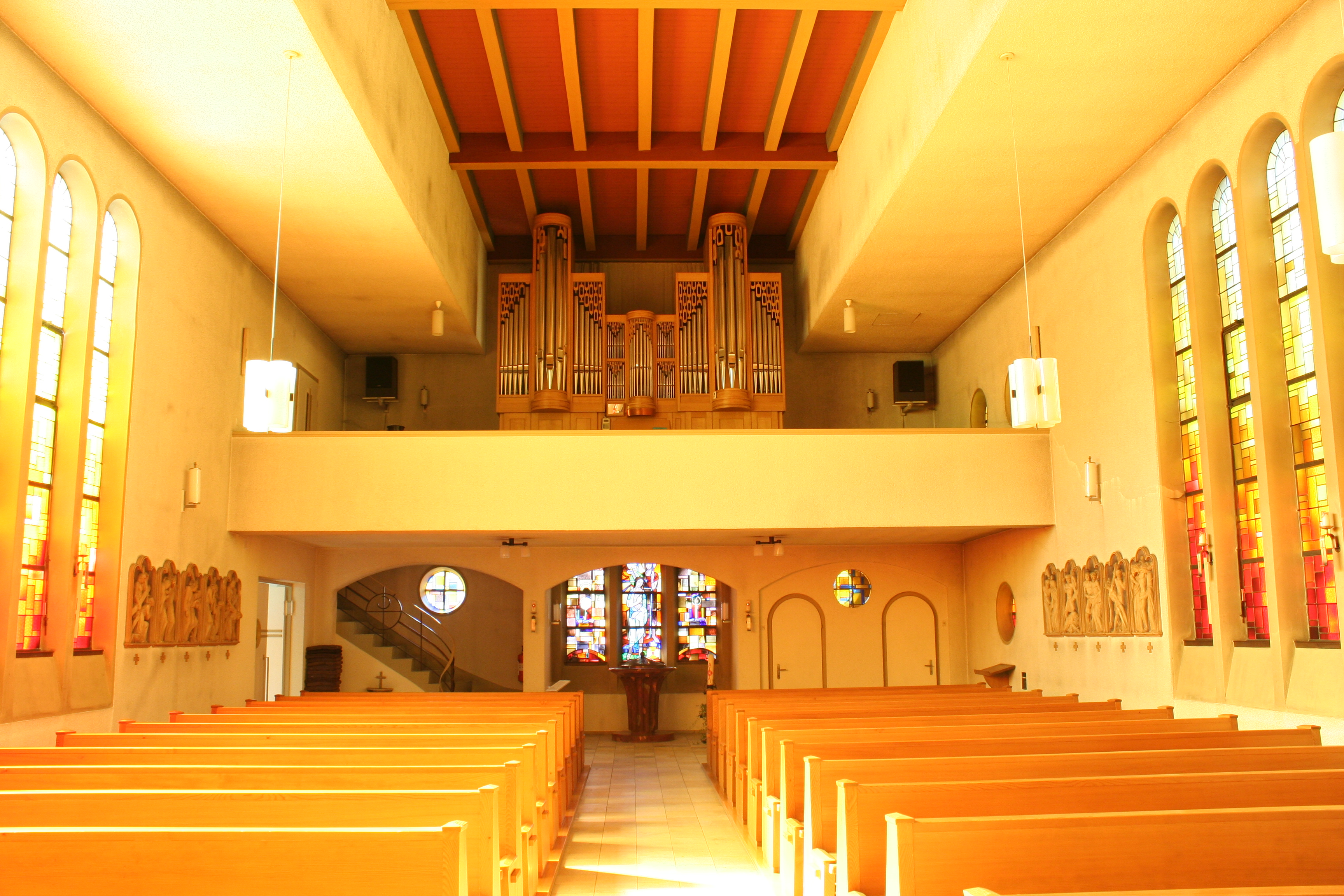
Blick zur Orgelempore

Die römisch-katholische Kirche in Turbenthal im Zürcher Bezirk Winterthur heisst Kirche Herz Jesu. Sie ist die Kirche der Pfarrei Herz Jesu, welche die Gemeinden Turbenthal, Wila, Wildberg ZH sowie die Dörfer Rämismühle und Zell umfasst. Die dazugehörige Kirchgemeinde ist lediglich für die Orte Turbenthal, Wila und Wildberg zuständig. Die katholischen Bewohner von Rämismühle und Zell ZH sind an der Kirchgemeindeversammlung in Kollbrunn stimmberechtigt.

## Geschichte

### Vorgeschichte und Namensgebung
Im Jahr 858 wurde die Pfarrei St. Gallus in Turbenthal ein erstes Mal urkundlich erwähnt, als ein Adliger namens Reginbert der Jüngere die Kirche dem Kloster St. Gallen übertrug. In den Jahren 1510–1512 wurde die heutige reformierte Kirche erbaut, die nach der Reformation in Zürich ab dem Jahr 1524 für reformierte Gottesdienste verwendet wurde. Der katholische Gottesdienst war fortan verboten. Erst das Toleranzedikt von 1807 erlaubte im Kanton Zürich erstmals wieder einen katholischen Gottesdienst, allerdings nur in der Stadt Zürich. Im Jahr 1813 appellierten 50 in der Stadt Winterthur wohnhafte Katholiken an die Toleranz der Stadtväter. Jedoch erst im Jahr 1862, als das Kloster Rheinau aufgehoben und die weitere Verwendung dessen Vermögens durch den Kanton Zürich gesetzlich geregelt wurde, durfte in Winterthur der erste katholische Gottesdienst seit der Reformation stattfinden. Das sog. Erste zürcherische Kirchengesetz aus dem Jahr 1863 anerkannte neben Zürich auch die katholischen Kirchgemeinden in Winterthur, Rheinau und Dietikon (die letzten beiden waren traditionell katholische Orte), sodass in Winterthur eine katholische Gemeinde aufgebaut werden durfte. Im Jahr 1868 wurde die neu erbaute Kirche St. Peter und Paul im Beisein von Vertretern der kantonalen Regierung samt Staatsschreiber und Dichter Gottfried Keller sowie des Stadtrats von Winterthur eröffnet. Die Gründung weiterer Pfarreien im Kanton wurde jedoch staatlich nicht anerkannt, weshalb diese auf privat- und vereinsrechtlicher Basis aufgebaut werden mussten, darunter auch die Pfarrei Herz Jesu Turbenthal.

### Entstehungs- und Baugeschichte
Im unteren Tösstal entstand in Kollbrunn im Jahr 1897 die Kirche St. Antonius, zu der die Katholiken im Gebiet der heutigen Pfarrei Herz Jesu Turbenthal zu Fuss oder mit dem Zug für den Gottesdienst gelangten. Als im Jahr 1918 im Ersten Weltkrieg die Züge am Sonntag eingestellt wurden, konnte der Pfarrer von Kollbrunn im Primarschulhaus von Hutzikon einen Raum anmieten. Am Dreikönigsfest 1919 wurde der erste Gottesdienst im zur Kapelle umgestalteten Schulzimmer abgehalten. Im Jahr 1931 beauftragte der Bischof von Chur, Georg Schmid von Grüneck, den Pfarrer Hugo Paul, in Turbenthal eine Pfarrei aufzubauen. Diese wurde aus Teilen der benachbarten Pfarreien Kollbrunn, Bauma und Pfäffikon ZH aufgebaut. Am 12. Februar 1934 begannen die Aushubarbeiten für den Bau der Kirche und des Pfarrhauses. Errichtet wurde das Gotteshaus durch den Stuttgarter Architekten Albert Otto Linder. Am 2. Sonntag nach Ostern, am 15. April 1934, weihte der Bischof von Chur, Laurenz Matthias Vincenz, den Grundstein der Kirche zu Ehren des Heiligsten Herzens Jesu. Am 25. November 1934 wurden die Kirche und das Pfarrhaus vom Churer Bischof eingesegnet.
Die Pfarrei Herz Jesu zählt 1'344 Mitglieder (Stand 2021) und ist damit eine der kleinen katholischen Kirchgemeinden des Kantons Zürich.

## Baubeschreibung

### Kirchturm und Äusseres
Architekt des Bauwerkes war Kirchenbaumeister Albert Otto Linder aus Stuttgart. Die Kirche weist eine Länge von 25 m, eine Breite von 12,50 m aus. Die Höhe der Kirche beträgt vom Untergrund bis zum Dachfirst 13 m, die Höhe des Mittelschiffs 7,50 m bis zur Holzbalkendecke. An der Schulstrasse gelegen, besteht das Gebäudeensemble aus der Kirche und dem im rechten Winkel angebauten Pfarrhaus. Über eine breite Treppe gelangt man zum Kirchenportal, über dem ein von Emil Sutor gestalteter Christus die Eintretenden segnet. Links und rechts von dieser Christusstatue blicken eine Frau und ein Mann mit Kindern hoffnungsvoll auf Christus. Der Kirchturm enthält ein vierstimmiges Geläute, welches von der Giesserei Fritz Hamm, Staad gegossen und am 27. Oktober 1934 in Turbenthal geweiht wurde.
| Nummer | Gewicht | Ton | Widmung     |
| ------ | ------- | --- | ----------- |
| 1      | 1600 kg | d   | Christkönig |
| 2      | 750 kg  | fis | Maria       |
| 3      | 450 kg  | a   | St. Ulrich  |
| 4      | 320 kg  | h   | Schutzengel |

### Innenraum und künstlerische Ausstattung
Die dreischiffige Kirche ist als Wegekirche konzipiert, indem die ganze Raumgestaltung samt den Bänken der Gläubigen auf die Christusstatue im Chorraum ausgerichtet ist. Der Gläubige kann beim Betreten der Kirche zudem seinen eigenen Weg als Christ innerlich nachvollziehen. So befindet sich die Taufkapelle beim Kircheneingang und erinnert den Gläubigen an seine eigene Taufe. Über dem Taufstein stellt das Glasfenster die Taufe Jesu durch Johannes den Täufer dar. Links und rechts sind im Glasfenster die Worte zu lesen: „Ich taufe dich im Namen des Vaters und des Sohnes und des Heiligen Geistes. Amen.“ Nach der Aufnahme in die kirchliche Gemeinschaft durch die Taufe führt der Weg des Gläubigen weiter in den Hauptraum der Kirche, der auf den Altarraum ausgerichtet ist, wo das Sakrament der Eucharistie zelebriert wird und wo an der Chorwand eine Statue des auferstandenen Christus angebracht ist. Links von ihm betet die Hl. Theresia vom Kinde Jesu zu Christus, rechts ist Bischof Ulrich von Augsburg zu erkennen. Links vom durch Stufen vom Kirchenschiff abgesetzten Altarraum befindet sich an der Frontwand des Seitenschiffs der Tabernakel, über dem der Heilige Geist in Form einer Taube niederschwebt. Auf der rechten Seite des Altarraums ist an der Frontwand des zweiten Seitenschiffs eine Muttergottesstatue angebracht. Das Tageslicht fällt durch eine Fensterfront, welche sich auf beiden Seiten des Längsschiffs der Kirche befindet. Die Glasfenster tauchen die Kirche in rotgoldenes Licht. Die Hauptausstattung erhielt die Kirche durch die Bildhauerarbeiten von Emil Sutor.

### Orgel

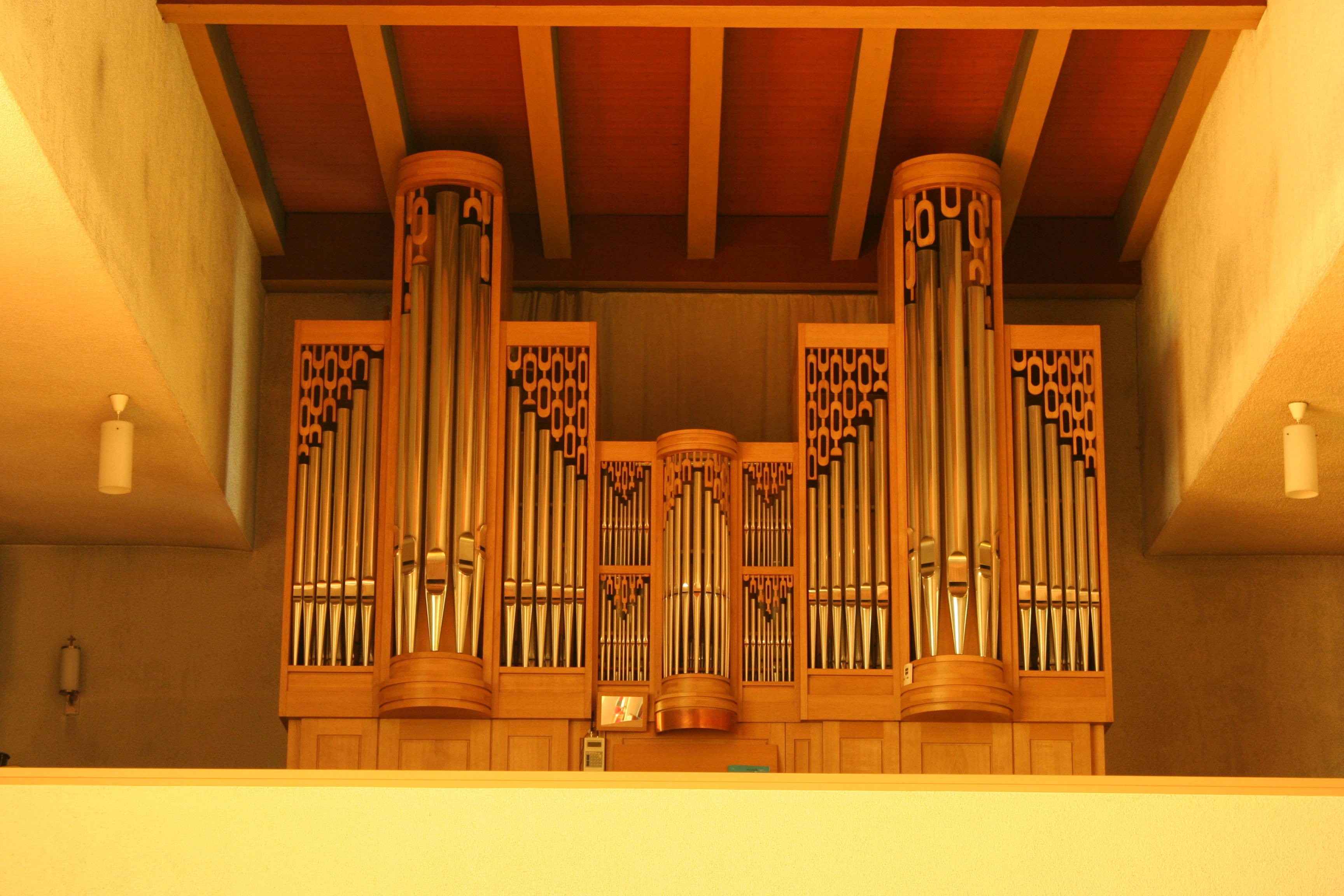
Späth-Orgel von 1979

Am 29. Oktober 1934 wurde die erste Orgel in der Kirche Herz-Jesu aufgebaut. Es handelte sich um ein durch die Gebrüder Mayer aus Buchs-Feldkirch erbautes Instrument mit zehn Registern, welches von Organist L. Favini konzipiert worden war. Im Jahr 1979 erbaute die Firma Späth Orgelbau, Rapperswil, das heutige Instrument. Die 13 Register verteilen sich auf zwei Manuale samt Pedal. Die Traktur und Registratur sind rein mechanisch. Die Orgel besitzt Schleifladen und freie Windzufuhr. Als Temperierung wurde Werckmeister III gelegt. Rudolf Meyer nahm die Projektierung und Beratung vor, die Intonation erfolgte durch Martin Pflüger. Im Jahr 2012 erfolgte eine Revision des Instruments durch Orgelbau Späth.
| I Hauptwerk C–g3 |       |
| Bourdon          | 16′   |
| Principal        | 8′    |
| Rohrflöte        | 8′    |
| Octave           | 4'    |
| Rohrquinte       | 2 ⁄3′ |
| Mixtur V         | 2′    |

| II Schwellwerk C–g3 |       |
| Coppel              | 8′    |
| Flöte               | 4′    |
| Sesquialtera        | 2 ⁄3′ |
| Principal           | 2′    |

| Pedal C–f1 |     |
| Subbass    | 16′ |
| Oktave     | 8′  |
| Posaune    | 8′  |

- Koppeln: II/I (wechselwirkend) I/P, II/P